# Nemanja Ilić
Nemanja Ilić (Beograd, 11. svibnja 1990.), srbijanski rukometaš, igrač Partizana. Za srbijansku reprezentaciju igra od SP 2013. S Partizanom bio je prvak Srbije 2011. i 2012., osvajač kupa 2012. i superkupa 2011. Kratko vrijeme bio je na posudbi u Radničkom iz Kragujevca.

## Vanjske poveznice
- Profil na stranicama Partizana